# Thomas Klein (Fußballspieler, 1971)
Thomas Klein (* 23. März 1971) war Fußballspieler in der DDR-Oberliga. In der höchsten Spielklasse des DDR-Fußball-Verbandes (DFV) spielte er für den Halleschen FC Chemie. Klein ist mehrfacher Nachwuchsnationalspieler des DFV.

## Fußball-Laufbahn
Klein wuchs in Halle (Saale) auf, besuchte ab 1985 die Hallenser Kinder- und Jugendsportschule „Robert Koch“ und spielte in der Nachwuchsabteilung des Halleschen FC Chemie (HFC), dem Fußballschwerpunkt des DDR-Bezirks Halle. Zwischen 1988 und 1989 spielte Klein für den HFC als Abwehrspieler in der DDR-Juniorenoberliga, gleichzeitig gehörte er zum Aufgebot der DDR-Auswahlmannschaften U-17 bis U-19. Er bestritt fünf Nachwuchs-Länderspiele.
Als 18-Jähriger absolvierte Klein bereits seine ersten Spiele in der DDR-Oberliga. Seinen Einstand gab er dort am 29. April 1989 in der Begegnung des 21. Spieltages HFC – Union Berlin (3:0). Er wurde in der 80. Minute eingewechselt. Bis zum Saisonende bestritt er weitere vier Oberligaspiele, wobei er in den letzten drei Spielen von Beginn an mitwirkte. Zur Saison 1989/90 wurde der 1,73 m große Klein, zu diesem Zeitpunkt Lehrling, offiziell in das Aufgebot der Hallenser Oberligamannschaft aufgenommen. Gleichzeitig wurde er in die Fußballolympiaauswahl der DDR berufen, mit der er mehrere Testspiele bestritt. Noch vor Beginn der Qualifikationsspiele für Olympia 1992 wurde die Mannschaft im Zuge der deutschen Wiedervereinigung zurückgezogen. In den ersten fünf Punktspielen der Oberligasaison 1989/90 war er als Mittelfeldspieler gesetzt, pausierte vier Spiele und wurde danach noch einmal am 8. November 1989 für 74 Minuten eingesetzt.
Anschließend nutzte Klein die Öffnung der DDR-Grenzen, um in die Bundesrepublik überzusiedeln. Er schloss sich dem Bundesligisten 1. FC Köln an, der ihn jedoch bis zum Saisonende nicht in der Bundesliga einsetzte. Daraufhin kehrte Klein im Sommer 1990 zum Halleschen FC zurück. Er wurde wieder in das Oberliga-Aufgebot aufgenommen, doch Trainer Bernd Donau setzte ihn nur noch in einem Punktspiel ein. Am 6. Oktober 1990 bestritt Klein in der Partie des 7. Oberligaspieltages 1. FC Lok Leipzig – HFC (0:3) sein letztes Erstligaspiel, nachdem er in 55. Minute eingewechselt worden war. Damit war er innerhalb von drei Spielzeiten nur auf zwölf Punktspieleinsätze gekommen, ohne ein Tor zu erzielen. Er tauchte später nicht mehr im höherklassigen Fußball auf.